# 20e cérémonie des Teen Choice Awards
La 20e cérémonie des Teen Choice Awards a eu lieu le 12 août 2018 à Los Angeles et a été retransmise sur la chaîne FOX.
Les prix récompensent les réalisations de l'année dans la musique, le cinéma, la télévision, le sport, la mode, la comédie, les jeux vidéo et d'internet, et ont été votés par les téléspectateurs âgés de 13 à 19.
Les premières nominations sont annoncées le 13 juin 2018.

## Performances
- Meghan Trainor - No Excuses (en) et Let You Be Right (en)
- Lauv - I Like Me Better
- Foster the People - Sit Next to Me (en)
- Bebe Rexha - I'm a Mess
- Evvie McKinney - How Do You Feel
- Khalid - Young Dumb & Broke (en)

## Palmarès
Les lauréats seront indiqués ci-dessous dans chaque catégorie et en caractères gras.

### Cinéma
| Film : Action | Acteur : Action | Actrice : Action |
| --- | --- | --- |
| - Avengers: Infinity War - Justice League - Le Labyrinthe : Le Remède mortel - Pacific Rim Uprising - Tomb Raider | - Robert Downey Jr. dans Avengers: Infinity War - John Boyega dans Pacific Rim Uprising - Henry Cavill dans Justice League - Chris Evans dans Avengers: Infinity War - Tom Holland dans Avengers: Infinity War - Dylan O'Brien dans Le Labyrinthe : Le Remède mortel                      | - Scarlett Johansson dans Avengers: Infinity War - Amy Adams dans Justice League - Gal Gadot dans Justice League - Elizabeth Olsen dans Avengers: Infinity War - Zoe Saldana dans Avengers: Infinity War - Alicia Vikander dans Tomb Raider                                                                                              |
| Film : Science-fiction | Acteur : Science-fiction | Actrice : Science-fiction |
| - Black Panther - Blade Runner 2049 - Rampage : Hors de contrôle - Ready Player One - Thor : Ragnarok | - Chris Hemsworth dans Thor : Ragnarok - Chadwick Boseman dans Black Panther - Ryan Gosling dans Blade Runner 2049 - Dwayne Johnson dans Rampage : Hors de contrôle - Mark Ruffalo dans Thor : Ragnarok - Tye Sheridan dans Ready Player One                                              | - Letitia Wright dans Black Panther - Olivia Cooke dans Ready Player One - Danai Gurira dans Black Panther - Naomie Harris dans Rampage : Hors de contrôle - Lupita Nyong'o dans Black Panther - Tessa Thompson dans Thor : Ragnarok |
| Film : Fantastique | Acteur : Fantastique | Actrice : Fantastique |
| - Coco - Un raccourci dans le temps - Pierre Lapin - Star Wars, épisode VIII : Les Derniers Jedi | - Anthony Gonzalez dans Coco - John Boyega dans Star Wars, épisode VIII : Les Derniers Jedi - James Corden dans Pierre Lapin - Gael García Bernal dans Coco - Mark Hamill dans Star Wars, épisode VIII : Les Derniers Jedi - Oscar Isaac dans Star Wars, épisode VIII : Les Derniers Jedi | - Carrie Fisher dans Star Wars, épisode VIII : Les Derniers Jedi - Mindy Kaling dans Un raccourci dans le temps - Storm Reid dans Un raccourci dans le temps - Daisy Ridley dans Star Wars, épisode VIII : Les Derniers Jedi - Oprah Winfrey dans Un raccourci dans le temps - Reese Witherspoon dans Un raccourci dans le temps         |
| Film : Dramatique | Acteur : Dramatique | Actrice : Dramatique |
| - The Greatest Showman - Sans un bruit - Midnight Sun - Le Crime de l'Orient-Express - Action ou Vérité - Wonder | - Zac Efron dans The Greatest Showman - Timothée Chalamet dans Lady Bird - Hugh Jackman dans The Greatest Showman - Leslie Odom Jr. dans Le Crime de l'Orient-Express - Patrick Schwarzenegger dans Midnight Sun - Jacob Tremblay dans Wonder                                             | - Zendaya dans The Greatest Showman - Lucy Hale dans Action ou Vérité - Daisy Ridley dans Le Crime de l'Orient-Express - Saoirse Ronan dans Lady Bird - Julia Roberts dans Wonder - Bella Thorne dans Midnight Sun |
| Film : Comédie | Acteur : Comédie | Actrice : Comédie |
| - Love, Simon - Very Bad Dads 2 - Moi, belle et jolie - Jumanji : Bienvenue dans la jungle - Overboard - Pitch Perfect 3 | - Dwayne Johnson dans Jumanji : Bienvenue dans la jungle - Jack Black dans Jumanji : Bienvenue dans la jungle - Eugenio Derbez dans Overboard - Will Ferrell dans Very Bad Dads 2 - Kevin Hart dans Jumanji : Bienvenue dans la jungle - Mark Wahlberg dans Very Bad Dads 2               | - Anna Kendrick dans Pitch Perfect 3 - Anna Faris dans Overboard - Karen Gillan dans Jumanji : Bienvenue dans la jungle - Amy Schumer dans Moi, belle et jolie - Hailee Steinfeld dans Pitch Perfect 3 - Rebel Wilson dans Pitch Perfect 3                                                                                               |
| Meilleur méchant | Meilleur révélation | Meilleure alchimie |
| - Michael B. Jordan dans Black Panther - Cate Blanchett dans Thor : Ragnarok - Josh Brolin dans Avengers: Infinity War - Adam Driver dans Star Wars, épisode VIII : Les Derniers Jedi - Aidan Gillen dans Le Labyrinthe : Le Remède mortel - Bill Skarsgård dans Ça | - Nick Robinson dans Love, Simon - Olivia Cooke dans Ready Player One - Sophia Lillis dans Ça - Keala Settle dans The Greatest Showman - Kelly Marie Tran dans Star Wars, épisode VIII : Les Derniers Jedi - Letitia Wright dans Black Panther                                            | - Zac Efron & Zendaya dans The Greatest Showman - Chadwick Boseman & Lupita Nyong'o dans Black Panther - Sophia Lillis & Jeremy Ray Taylor dans Ça - Dylan O'Brien & Kaya Scodelario dans Le Labyrinthe : Le Remède mortel - Nick Robinson & Keiynan Lonsdale dans Love, Simon - Bella Thorne & Patrick Schwarzenegger dans Midnight Sun |
| Film de l'été | Film: Acteur de l'été | Film: Actrice de l'été |
| - Les Indestructibles 2 - À la dérive - Jurassic World: Fallen Kingdom - Life of the Party - Ocean's 8 - Solo: A Star Wars Story | - Chris Pratt dans Jurassic World: Fallen Kingdom - Sam Claflin dans À la dérive - Julian Dennison (en) dans Deadpool 2 - Alden Ehrenreich dans Solo: A Star Wars Story - Donald Glover dans Solo: A Star Wars Story - Ryan Reynolds dans Deadpool 2                                      | - Bryce Dallas Howard dans Jurassic World: Fallen Kingdom - Zazie Beetz dans Deadpool 2 - Sandra Bullock dans Ocean's 8 - Emilia Clarke dans Solo: A Star Wars Story - Melissa McCarthy dans Life of the Party - Shailene Woodley dans À la dérive                                                                                       |

### Télévision
| Série : Dramatique | Acteur : Dramatique | Actrice : Dramatique |
| --- | --- | --- |
| - Riverdale - Empire - Famous in Love - Star - The Fosters - This Is Us | - Cole Sprouse dans Riverdale - K.J. Apa dans Riverdale - Sterling K. Brown dans This Is Us - Freddie Highmore dans Good Doctor - Jussie Smollett dans Empire - Jesse Williams dans Grey's Anatomy                                                      | - Lili Reinhart dans Riverdale - Ryan Destiny dans Star - Camila Mendes dans Riverdale - Chrissy Metz dans This Is Us - Maia Mitchell dans The Fosters - Bella Thorne dans Famous in Love |
| Série : Science-fiction ou Fantastique | Acteur : Science-fiction ou Fantastique | Actrice : Science-fiction ou Fantastique |
| - Shadowhunters - iZombie - Stranger Things - Supernatural - The 100 - The Originals | - Matthew Daddario dans Shadowhunters - Gaten Matarazzo dans Stranger Things - Joseph Morgan dans The Originals - Bob Morley dans Les 100 - Dominic Sherwood dans Shadowhunters - Finn Wolfhard dans Stranger Things                                    | - Millie Bobby Brown dans Stranger Things - Eliza Taylor dans Les 100 - Emeraude Toubia dans Shadowhunters - Katherine McNamara dans Shadowhunters - Lana Parrilla dans Once Upon a Time - Rose McIver dans iZombie                                                                                 |
| Série : Action | Acteur : Action | Actrice : Action |
| - The Flash - Arrow - Gotham - L'Arme Fatale - Marvel : Les Agents du SHIELD - Supergirl | - Grant Gustin dans The Flash - Chris Wood dans Supergirl - Damon Wayans dans L'Arme Fatale - David Mazouz dans Gotham - Lucas Till dans MacGyver - Stephen Amell dans Arrow                                                                            | - Melissa Benoist dans Supergirl - Caity Lotz dans DC's Legends of Tomorrow - Candice Patton dans The Flash - Chloe Bennet dans Marvel : Les Agents du SHIELD - Danielle Panabaker dans The Flash - Emily Bett Rickards dans Arrow                                                                  |
| Série : Comédie | Acteur : Comédie | Actrice : Comédie |
| - The Big Bang Theory - Black-ish - La Fête à la maison : 20 ans après - The Good Place - Jane the Virgin - Modern Family | - Jaime Camil dans Jane the Virgin - Anthony Anderson dans Black-ish - Elias Harger dans La Fête à la maison : 20 ans après - Rico Rodriguez dans Modern Family - Andy Samberg dans Brooklyn Nine-Nine - Hudson Yang (en) dans Bienvenue chez les Huang | - Gina Rodriguez dans Jane the Virgin - Kristen Bell dans The Good Place - Candace Cameron Bure dans La Fête à la maison : 20 ans après - America Ferrera dans Superstore - Sarah Hyland dans Modern Family - Yara Shahidi dans Black-ish                                                           |
| Dessin animé | Télé réalité | Série : Le Retour |
| - Miraculous, les aventures de Ladybug et Chat Noir - Les Griffin - Bob's Burgers - Steven Universe - Rick et Morty - Les Simpson | - L'Incroyable Famille Kardashian - Lip Sync Battle (en) - MasterChef Junior (en) - The Four: Battle For Stardom (en) - The Voice - Total Divas | - Friends - Dawson - Gossip Girl - Les Frères Scott - That '70s Show - Le Prince de Bel-Air |
| Meilleure personnalité à la télévision | | |
| - Chrissy Teigen dans Lip Sync Battle (en) - Hailey Baldwin dans Drop the Mic (en) - Kelly Clarkson dans The Voice - Derek Hough dans World of Dance (en) - DJ Khaled dans The Four: Battle For Stardom (en) - Meghan Trainor dans The Four: Battle For Stardom (en) | | |
| Meilleure nouveauté à la télévision | Meilleure révélation masculine/féminine | Série : Vilain |
| - On My Block - 9-1-1 - Anne - Black Lightning - The Resident - Siren | - Vanessa Morgan dans Riverdale - Iain Armitage dans Young Sheldon - Lyric Ross dans This Is Us - Luka Sabbat dans Grown-ish - Oliver Stark dans 9-1-1 - Nafessa Williams dans Black Lightning                                                          | - Mark Consuelos dans Riverdale - Odette Annable dans Supergirl - Gabrielle Anwar dans Once Upon a Time - Anna Hopkins dans Shadowhunters - Mind Flayer dans Stranger Things - Cameron Monaghan dans Gotham                                                                                         |
| Meilleure série de l'été | Série : acteur/actrice de l'été | Série : Meilleure alchimie |
| - Tu crois que tu sais danser - Beat Shazam (en) - De celles qui osent - Cloak and Dagger - Cobra Kai - Total Bellas (en) | - Olivia Holt dans Cloak and Dagger - Aisha Dee dans De celles qui osent - Meghann Fahy dans De celles qui osent - Aubrey Joseph dans Cloak and Dagger - Xolo Maridueña dans Cobra Kai - Katie Stevens dans De celles qui osent                         | - Cole Sprouse & Lili Reinhart dans Riverdale - Stephen Amell & Emily Bett Rickards dans Arrow - K.J. Apa & Camila Mendes dans Riverdale - Millie Bobby Brown & Finn Wolfhard dans Stranger Things - Matthew Daddario & Harry Shum Jr dans Shadowhunters - Grant Gustin & Candice Patton dans Flash |

### Film & Télévision
| Voleur de vedette | Meilleur baiser | Meilleure crise de colère |
| --- | --- | --- |
| - Vanessa Morgan dans Riverdale - Charlie Heaton dans Stranger Things - Tom Hiddleston dans Thor : Ragnarok - Nick Jonas dans Jumanji : Bienvenue dans la jungle - Katie McGrath dans Supergirl - Taika Waititi dans Thor : Ragnarok | - Cole Sprouse & Lili Reinhart dans Riverdale - Chadwick Boseman & Lupita Nyong'o dans Black Panther - Millie Bobby Brown & Finn Wolfhard dans Stranger Things - Zac Efron & Zendaya dans The Greatest Showman - Chris Pratt & Zoe Saldana dans Avengers: Infinity War - Gina Rodriguez & Justin Baldoni dans Jane the Virgin | - Madelaine Petsch dans Riverdale - Jack Black dans Jumanji : Bienvenue dans la jungle - Adam Driver dans Star Wars, épisode VIII : Les Derniers Jedi - Kevin Hart dans Jumanji : Bienvenue dans la jungle - Joe Keery dans Stranger Things - Mark Ruffalo dans Avengers: Infinity War |

### Musique
| Artiste Masculin | Artiste Féminin |
| --- | --- |
| - Louis Tomlinson - Drake - Niall Horan - Bruno Mars - Shawn Mendes - Ed Sheeran | - Camila Cabello - Cardi B - Dua Lipa - Ariana Grande - Demi Lovato - Taylor Swift |
| Groupe | Artiste de Country |
| - 5 Seconds of Summer - Fifth Harmony - Florida Georgia Line - Maroon 5 - Migos - Why Don't We | - Carrie Underwood - Kelsea Ballerini - Kane Brown (en) - Maren Morris - Thomas Rhett - Blake Shelton |
| Artiste DJ/danseur | Artiste latino |
| - The Chainsmokers - Steve Aoki - Martin Garrix - Calvin Harris - Marshmello - Zedd | - CNCO - J Balvin - Daddy Yankee - Luis Fonsi - Becky G - Maluma |
| Artiste R&B/Hip-Hop | Artiste de Rock |
| - Cardi B - Childish Gambino - Drake - Khalid - Nicki Minaj - Post Malone | - Imagine Dragons - Panic! at the Disco - Paramore - Portugal. The Man - Twenty One Pilots - X Ambassadors |
| Révélation | Prochaine grande révélation |
| - Khalid - Bazzi (en) - Lauv - Logic - Marshmello - SZA | - Jackson Wang - Blackpink - MattyBRaps - NCT - Jacob Sartorius - Stray Kids |
| Single: Artiste masculin | Single: Artiste féminine |
| - Perfect - Ed Sheeran - Attention - Charlie Puth - God's Plan - Drake - Love (en) - Kendrick Lamar et Zacari - Say Something (en) - Justin Timberlake et Chris Stapleton - This Is America - Childish Gambino                                       | - Havana - Camila Cabello et Young Thug - Bad at Love - Halsey - Look What You Made Me Do - Taylor Swift - New Rules - Dua Lipa - No Tears Left to Cry - Ariana Grande - Sorry Not Sorry - Demi Lovato                                                                                  |
| Single: Groupe | Chanson de collaboration |
| - Youngblood (en) - 5 Seconds of Summer - Feel It Still (en) - Portugal. The Man - Say Amen (Saturday Night) (en) - Panic! at the Disco - Trust Fund Baby - Why Don't We - Wait (en) - Maroon 5 - Whatever It Takes - Imagine Dragons                | - Rewrite the Stars (en) – Zac Efron et Zendaya - End Game - Taylor Swift, Ed Sheeran & Future - Finesse (Remix) - Bruno Mars et Cardi B - Meant to Be – Bebe Rexha et Florida Georgia Line - The Middle - Zedd, Maren Morris et Grey (en) - Pray for Me – The Weeknd et Kendrick Lamar |
| Chanson Pop | Chanson Country |
| - In My Blood - Shawn Mendes - Delicate - Taylor Swift - Don't Go Breaking My Heart (en) - Backstreet Boys - No Excuses (en) - Meghan Trainor - No Tears Left to Cry - Ariana Grande - This Is Me - Keala Settle                                     | - Meant to Be - Bebe Rexha et Florida Georgia Line - Cry Pretty (en) - Carrie Underwood - Heaven (en) – Kane Brown (en) - Life Changes (en) – Thomas Rhett - Mercy (en) – Brett Young - Most People Are Good (en) – Luke Bryan                                                          |
| Chanson DJ | Chanson Latino |
| - All Night (en) - Steve Aoki et Lauren Jauregui - Friends - Marshmello et Anne-Marie - One Kiss - Calvin Harris et Dua Lipa - Perfect (en) - Topic et Ally Brooke - Solo - Clean Bandit et Demi Lovato - The Middle - Zedd, Maren Morris et Grey    | - Familiar - Liam Payne et J Balvin - Boom Boom (en) - Daddy Yankee, RedOne, French Montana et Dinah Jane - Dinero (en) - Jennifer Lopez, DJ Khaled & Cardi B - Hey DJ (en) - CNCO - Mi gente - J Balvin & Willy William - Échame la culpa - Luis Fonsi & Demi Lovato                   |
| Chanson R&B/Hip-Hop | Chanson de Rock |
| - Love Lies (en) - Khalid & Normani - All the Stars - Kendrick Lamar et SZA - Finesse (Remix) - Bruno Mars et Cardi B - God's Plan - Drake - Let You Down (en) - NF - This Is America - Childish Gambino                                             | - Whatever It Takes – Imagine Dragons - Alone (en) – Halsey - Hard Times - Paramore - High Hopes - Panic! at the Disco - No Roots (en) - Alice Merton - Sit Next to Me (en) - Foster the People                                                                                         |
| Chanson de l'été | Artiste féminine de l'été |
| - Back to You (en) - Selena Gomez - Familiar - Liam Payne et J Balvin - Girls Like You - Maroon 5 et Cardi B - Nice for What - Drake - One Kiss - Calvin Harris et Dua Lipa - Youngblood (en) - 5 Seconds of Summer                                  | - Camila Cabello - Ariana Grande - Cardi B - Halsey - Meghan Trainor - Selena Gomez |
| Artiste masculin de l'été | Groupe de l'été |
| - Shawn Mendes - Charlie Puth - Kane Brown (en) - Liam Payne - Niall Horan - Zayn | - 5 Seconds of Summer - Dan + Shay - Imagine Dragons - Maroon 5 - Panic! at the Disco - The Chainsmokers |
| Tournée de l'été | Artiste international de l'année |
| - Harry Styles - Harry Styles: Live On Tour - Charlie Puth - Voicenotes Tour (en) - Jay-Z et Beyoncé - OTR II Tour - Top Dawg Entertainment - The Championship Tour (en) - Niall Horan - Flicker World Tour - Taylor Swift - Reputation Stadium Tour | - BTS - Blackpink - CNCO - EXO - Got7 - Super Junior |

### Web
| Star masculin du Web                                                                                            | Star féminine du Web                                                                            |
| --- | ----------------------------------------------------------------------------------------------- |
| - The Dolan Twins - Cameron Dallas - Collins Key (en) - Joey Graceffa - Ryan Higa - Tyler Oakley - sWooZie (en) | - Liza Koshy - Bethany Mota - Eva Gutowski (en) - Lele Pons - Lilly Singh - Merrell Twins (en)  |
| Comédien/comédienne du Web                                                                                      | Star de la musique                                                                              |
| - Liza Koshy - Collins Key (en) - Lele Pons - Lilly Singh - Miranda Sings - The Dolan Twins                     | - Erika Costell - Anitta - Chloe x Halle - Jack & Jack - Johnny Orlando - Noah Schnacky         |
| Fashion/Beauté                                                                                                  | Meilleur Tweets                                                                                 |
| - James Charles - Dulce Candy - Kandee Johnson - NikkieTutorials - Shay Mitchell - Zoella                       | - Anna Kendrick - Chrissy Teigen - Kumail Nanjiani - Mark Hamill - Mindy Kaling - Ryan Reynolds |
| Instagrameur | Snapchatteur/Snapchatteuse                                                                      |
| - Selena Gomez - Dwayne Johnson - John Mayer - Justin Timberlake - Lucy Hale - Will Smith                       | - Ariana Grande - Demi Lovato - Ethan Dolan - Grayson Dolan - Kendall Jenner - Meghan Trainor   |
| YouTubeur/YouTubeuse                                                                                            | Meilleur « Muser »                                                                              |
| - Liza Koshy - DanTDM (en) - Lele Pons - Lilly Singh - The Dolan Twins - Merrell Twins (en)                     | - Mackenzie Ziegler - Baby Ariel - Holly H - Loren Gray - Sofia Santino - Valentina Schulz      |

### Fashion
| Le plus sexy                                                                                           | La plus sexy                                                                                    |
| --- | ----------------------------------------------------------------------------------------------- |
| - Cole Sprouse - Chadwick Boseman - Chris Hemsworth - Grant Gustin - Shawn Mendes - Zac Efron          | - Lauren Jauregui - Hailey Baldwin - Kendall Jenner - Olivia Holt - Selena Gomez - Yara Shahidi |
| Le/La plus stylé                                                                                       |                                                                                                 |
| - Harry Styles - Blake Lively - Chadwick Boseman - Meghan Markle, Duchesse de Sussex - Migos - Zendaya |                                                                                                 |

### Autres
| Comédien/comédienne | Danseur/Danseuse                                                                           |
| --- | ------------------------------------------------------------------------------------------ |
| - The Dolan Twins - James Corden - Ellen DeGeneres - Jimmy Fallon - Kevin Hart - Lilly Singh                                                    | - Maddie Ziegler - Cheryl Burke (en) - Derek Hough - Jenna Dewan - Les Twins - tWitch (en) |
| Vidéo Game | Mannequin                                                                                  |
| - Fortnite - Fire Emblem Heroes - Overwatch - PlayerUnknown's Battlegrounds - Super Mario Odyssey - The Legend of Zelda: Breath of the Wild     | - Gigi Hadid - Adwoa Aboah - Bella Hadid - Jaden Smith - Kaia Gerber - Romeo Beckham       |
| Meilleur fanbase |                                                                                            |
| - BTS - BTS Army - Blackpink - Blinks - CNCO - CNCOwners - One Direction - Directioners - Fifth Harmony - Harmonizers - Taylor Swift – Swifties |                                                                                            |

### Sports
| Athlète : Homme                                                                          | Athlète : Femme |
| ---------------------------------------------------------------------------------------- | --- |
| - LeBron James - Stephen Curry - Redmond Gerard - Adam Rippon - J. J. Watt - Shaun White | - Serena Williams - Chloe Kim - Mirai Nagasu - Mikaela Shiffrin - Lindsey Vonn - Équipe des États-Unis de hockey sur glace féminin |